# Federazione Sammarinese Pallavolo
Die Federazione Sammarinese Pallavolo (kurz FSPAV) ist der nationale Volleyball-Verband in der Republik San Marino.

## Geschichte
Der 1980 gegründete Verband ist Mitglied im Nationalen Olympischen Komitee von San Marino, der Fédération Internationale de Volleyball und der Confédération Européenne de Volleyball. FSPAV hat die Aufgabe, Volleyball und Beach-Volleyball in der Republik zu koordinieren und als Sportorganisation die Wettbewerbsaktivitäten der einzelnen Vereine zu fördern. Präsident ist zurzeit Gian Luigi Lazzarini, der Hauptsitz ist in der Stadt San Marino, die Trainingsanlage befindet sich in Serravalle.
Der Verband koordiniert auch die Aktivitäten der nationalen männlichen und weiblichen Sportler der einzelnen Vereine im Hinblick auf die Teilnahme bei den Spielen der kleinen Staaten von Europa. Der Verband ist auch an der Organisation weiterer Ereignisse mit internationaler Bedeutung beteiligt, z. B. Qualifikationen für Olympische Spiele und Weltmeisterschaften. Cheftrainer ist Stephen Mascetti.
1999, 2001, 2005 und 2011  belegte die Frauenmannschaft Nazionale di pallavolo femminile di San Marino den ersten Platz bei den Spielen der kleinen Staaten von Europa.

## Vereine des Verbandes
- Società Beach Volley Club Titano
- Società Pallavolo San Marino
- Società Beach & Park Volley
- Società Virtus Acquaviva
- Società Juvenes
- Società Tre Penne